# Mallerey
Mallerey korábbi község (település) Franciaországban, Jura megyében. 2017. január 1-jén a korábbi Trenal községgel egyesült és az azonos nevű Trenal új község része lett.
Lakosainak száma 72 fő (2018. január 1.). Mallerey Condamine, Bonnaud, Vincelles, Savigny-en-Revermont és Trenal községekkel határos.

## Népesség
A település népességének változása:
| Lakosok száma | 63   | 55   | 45   | 65   | 59   | 62   | 65   | 70   | 72   | 72   |
|               | 1968 | 1975 | 1982 | 1990 | 1999 | 2011 | 2013 | 2015 | 2017 | 2018 |